# Luděk Macela
Luděk Macela (Černolice, 3 oktober 1950 – 16 juni 2016) was een Tsjechisch voetballer en Tsjecho-Slowaaks olympisch kampioen.

## Clubcarrière
Macela begon in de jeugdopleiding van AS Dukla Praag. Hij debuteerde in 1969 op huurbasis bij FK Slavoj Vyšehrad. Een seizoen later haalde Dukla hem terug. Hier speelde hij twaalf seizoenen in het eerste elftal en driemaal landskampioen. Hij sloot zijn carrière in 1985 af bij SV Darmstadt 98 in Duitsland.
Macela speelde 8 interlands voor het Tsjecho-Slowaaks voetbalelftal. Hij werd in 1980 olympisch kampioen.
Hij overleed in 2016 op 65-jarige leeftijd.

## Statistieken
| Seizoen         | Club             | Land              | Competitie                    | Wedstrijden | Doelpunten |
| --------------- | ---------------- | ----------------- | ----------------------------- | ----------- | ---------- |
| 1970–1982       | ASVS Dukla Praag | Tsjecho-Slowakije | Fotbalová liga Československa | 267         | 12         |
| 1982–1985       | SV Darmstadt 98  | Duitsland         | 2. Bundesliga                 | 100         | 0          |
| Carrière totaal | Carrière totaal  | Carrière totaal   | Carrière totaal               | 367         | 12         |

## Erelijst
- Fotbalová liga Československa: 1977, 1979, 1982
- Olympische Zomerspelen 1980: